# Bergeria tamsi
Bergeria tamsi är en fjärilsart som beskrevs av Sergius G. Kiriakoff 1952. Bergeria tamsi ingår i släktet Bergeria och familjen björnspinnare. Inga underarter finns listade i Catalogue of Life.